# Gare d'Anzegem
La gare d’Anzegem (en néerlandais : station Anzegem) est une halte ferroviaire belge de la ligne 89, de Courtrai à Denderleeuw située sur la commune d’Anzegem, dans la province de Flandre Occidentale en Région flamande.
C’est un point d’arrêt non gardé (PANG) de la Société nationale des chemins de fer belges (SNCB) desservi, uniquement en semaine, par des trains Omnibus (L) et d’Heure de pointe (P).

## Histoire
Le 23 juillet 1895, à la gare de Tournai, a lieu une adjudication publique pour la construction du bâtiment des recettes de la station d'Anseghem pour un montant estimé à 27 913,13 francs.

## Service des voyageurs

### Accueil
Halte SNCB, c'est un point d'arrêt non géré (PANG) à accès libre. L'achat des tickets s'effectue avec un automate de vente. Un parking pour les voitures et un vaste abri pour les vélos se trouvent à proximité. La traversée des voies s'effectue par le passage à niveau.

### Desserte
Anzegem est desservie par des trains Omnibus (L) et d'Heure de pointe (P) de la SNCB circulant sur la ligne commerciale 89 : Denderleeuw - Courtrai (voir brochure SNCB).
En semaine la desserte régulière est constituée de trains L reliant Courtrai à Zottegem, via Audernade. Plusieurs trains supplémentaires (P) s'ajoutent en heure de pointe : le matin, trois trains de Courtrai à Zottegem et deux de Zottegem à Courtrai ; l’après-midi, un train de Courtrai à Zottegem (aller-retour) et un reliant Poperinge à Zottegem.
Les week-ends et les jours fériés, aucun train ne s’arrête à Anzegem.

## Comptage voyageurs
Ce graphique et tableau montre le nombre de voyageurs embarquant en moyenne durant la semaine, le samedi et le dimanche.
| Nombre de passagers qui embarquent à la gare d'Anzegem | Nombre de passagers qui embarquent à la gare d'Anzegem | Nombre de passagers qui embarquent à la gare d'Anzegem | Nombre de passagers qui embarquent à la gare d'Anzegem |
|                                                        | Semaine                                                | Samedi                                                 | Dimanche                                               |
| ------------------------------------------------------ | ------------------------------------------------------ | ------------------------------------------------------ | ------------------------------------------------------ |
| 1977                                                   | 630                                                    | 69                                                     | 73                                                     |
| 1978                                                   | 375                                                    | 87                                                     | 65                                                     |
| 1979                                                   | 371                                                    | 64                                                     | 59                                                     |
| 1980                                                   | 421                                                    | 87                                                     | 63                                                     |
| 1981                                                   | 408                                                    | 81                                                     | 88                                                     |
| 1982                                                   | 368                                                    | 43                                                     | 70                                                     |
| 1983                                                   | 352                                                    | 35                                                     | 63                                                     |
| 1984                                                   | 230                                                    |                                                        | -                                                      |
| 1985                                                   | 258                                                    |                                                        | -                                                      |
| 1986                                                   | 235                                                    | -                                                      | -                                                      |
| 1987                                                   | 183                                                    | -                                                      | -                                                      |
| 1988                                                   | 223                                                    | 11                                                     | 13                                                     |
| 1989                                                   | 257                                                    | 20                                                     | 9                                                      |
| 1990                                                   | 160                                                    | 17                                                     | 12                                                     |
| 1991                                                   | 201                                                    | 26                                                     | 10                                                     |
| 1992                                                   | 224                                                    | 21                                                     | 17                                                     |
| 1993                                                   | 245                                                    | -                                                      | -                                                      |
| 1994                                                   | 186                                                    | -                                                      | -                                                      |
| 1995                                                   | 190                                                    | -                                                      | -                                                      |
| 1996                                                   | 234                                                    | -                                                      | -                                                      |
| 1997                                                   | 235                                                    | -                                                      | -                                                      |
| 1998                                                   | 248                                                    | -                                                      | -                                                      |
| 1999                                                   | 219                                                    | -                                                      | -                                                      |
| 2000                                                   | 238                                                    | -                                                      | -                                                      |
| 2001                                                   | 261                                                    | -                                                      | -                                                      |
| 2002                                                   | 233                                                    | -                                                      | -                                                      |
| 2003                                                   | 246                                                    | -                                                      | -                                                      |
| 2004                                                   | 207                                                    | -                                                      | -                                                      |
| 2005                                                   | 213                                                    | -                                                      | -                                                      |
| 2006                                                   | 202                                                    | -                                                      | -                                                      |
| 2007                                                   | 187                                                    | -                                                      | -                                                      |
| 2008                                                   | -                                                      | -                                                      | -                                                      |
| 2009                                                   | 237                                                    | -                                                      | -                                                      |
| 2010                                                   | -                                                      | -                                                      | -                                                      |
| 2011                                                   | -                                                      | -                                                      | -                                                      |
| 2012                                                   | 203                                                    | -                                                      | -                                                      |
| 2013                                                   | 209                                                    | -                                                      | -                                                      |
| 2014                                                   | 168                                                    | -                                                      | -                                                      |
| 2015                                                   | 210                                                    | -                                                      | -                                                      |
| 2016                                                   | 202                                                    | -                                                      | -                                                      |
| 2017                                                   | 196                                                    | -                                                      | -                                                      |
| 2018                                                   | 163                                                    | -                                                      | -                                                      |
| 2019                                                   | 188                                                    | -                                                      | -                                                      |
| 2020                                                   | 127                                                    | -                                                      | -                                                      |
| 2021                                                   | -                                                      | -                                                      | -                                                      |
| 2022                                                   | 284                                                    | -                                                      | -                                                      |
| 2023                                                   | 247                                                    | -                                                      | -                                                      |
| 2024                                                   | 247                                                    | -                                                      | -                                                      |

## Patrimoine ferroviaire

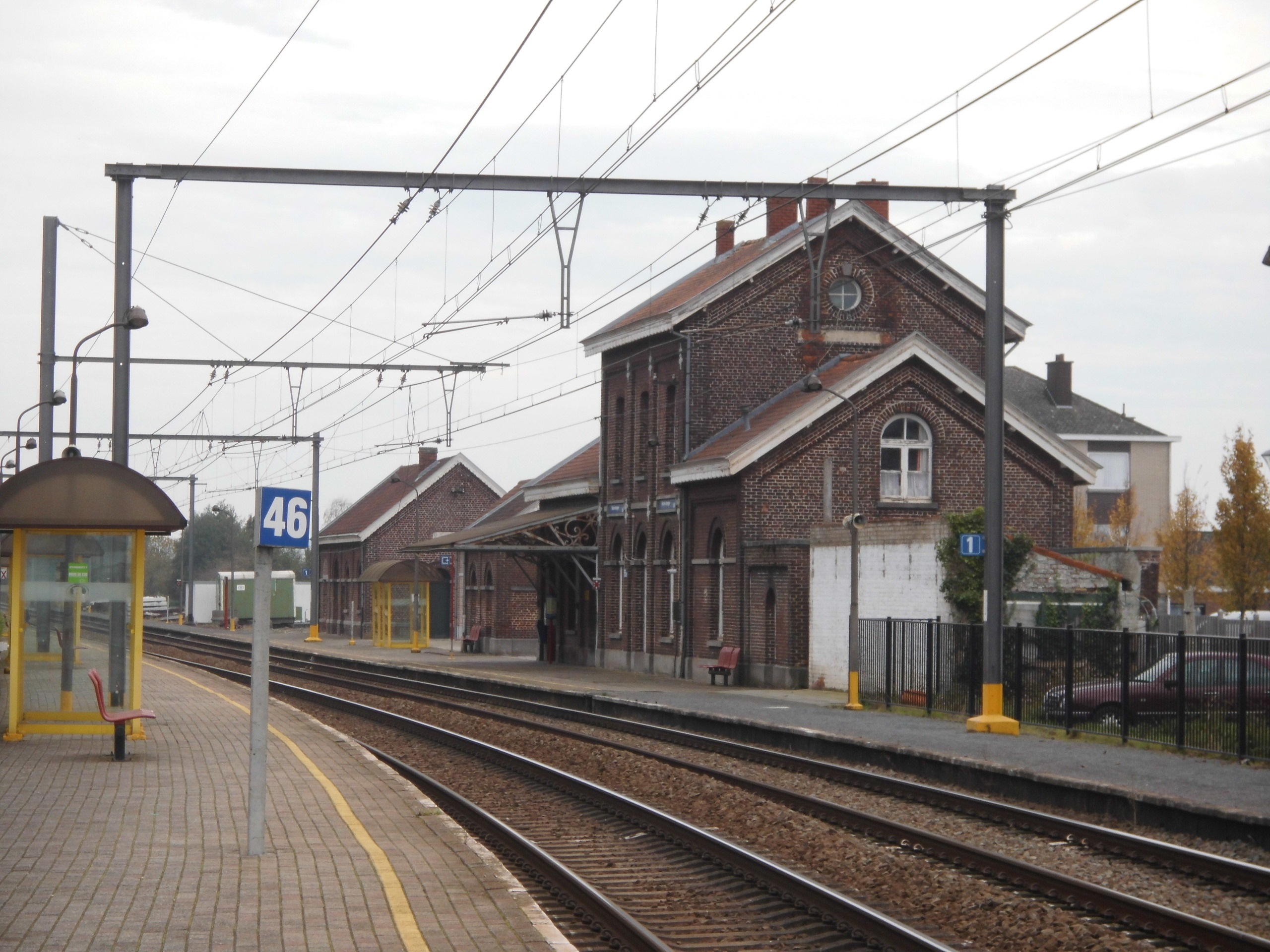
Bâtiment et annexes (2010).
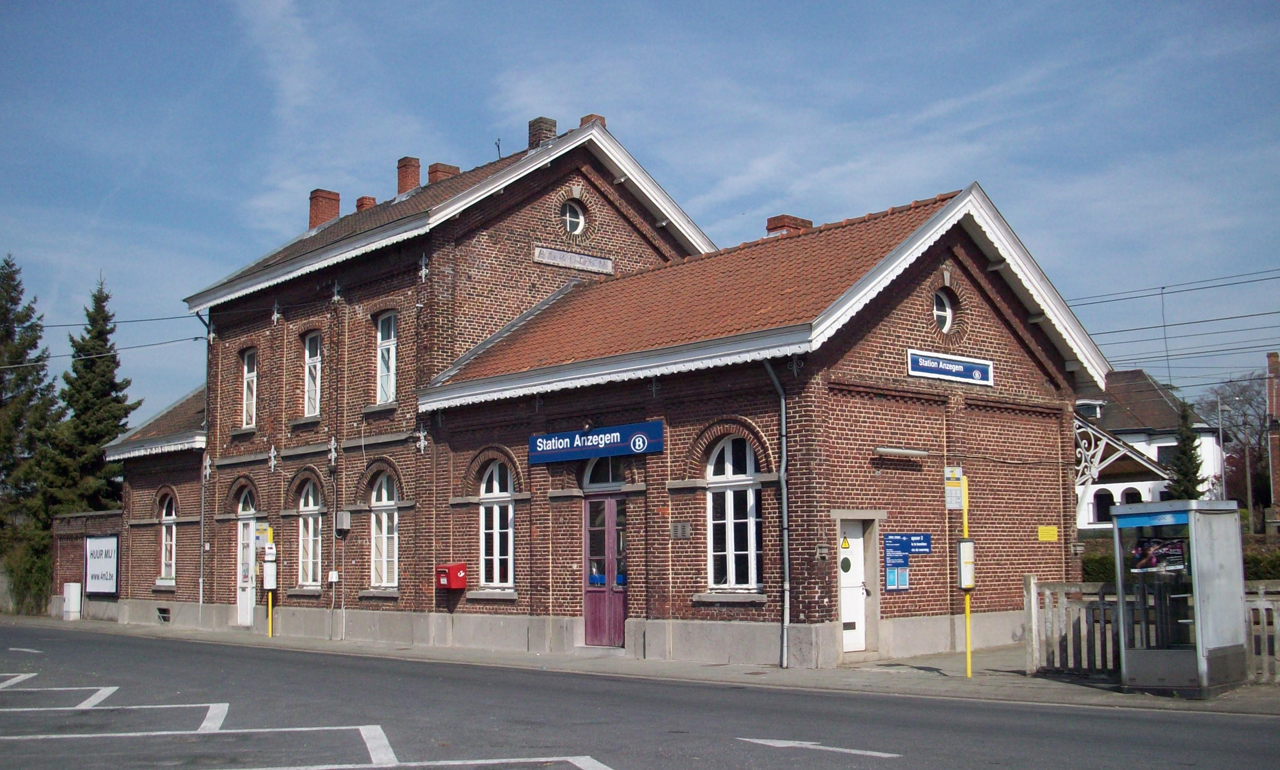
Côté rue (2010).
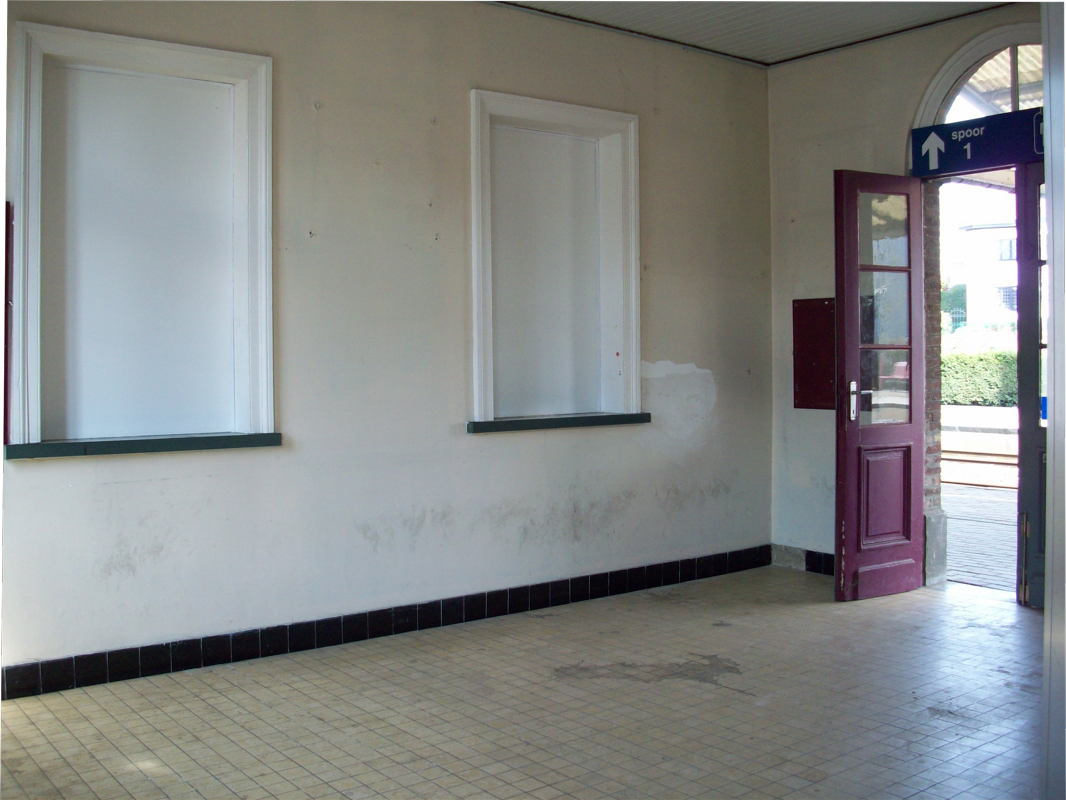
Intérieur (2010).
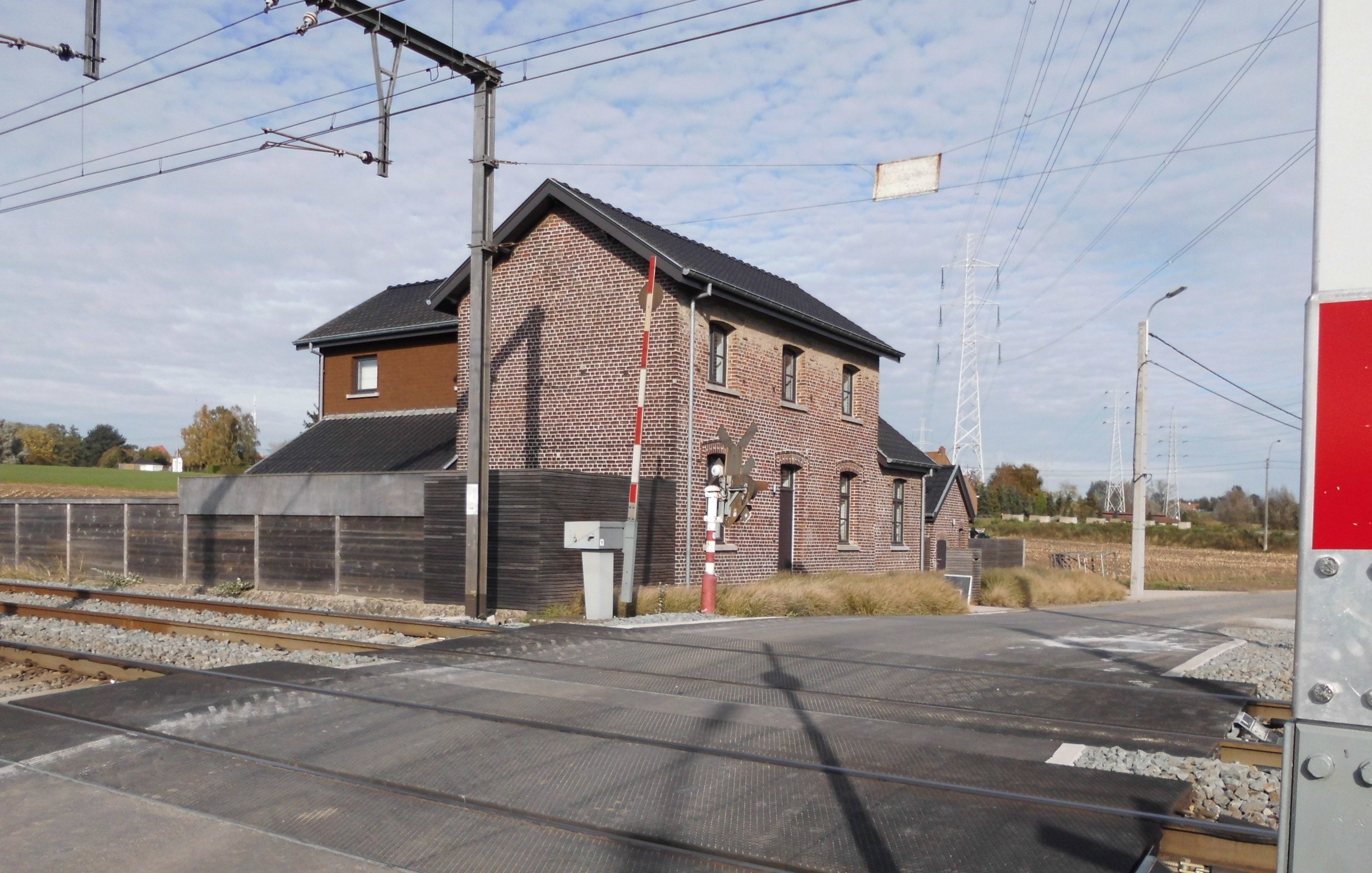
Ancienne maison de garde (2013).